# Gimnofions
Les cecílies, gimnofions o àpodes (Gymnophiona o Apoda) són un ordre de lissamfibis. Les cecílies es caracteritzen per haver sofert una pèrdua secundària de les seves potes, cosa que els dona una aparença de serp, però amb les que no estan emparentades. Actualment hi ha identificades 205 espècies.
Viuen majoritàriament amagades al sòl o als llits dels rierols, i aquest estil de vida críptic converteix les cecílies en els amfibis menys familiars. Les cecílies modernes viuen als tròpics d'Amèrica del Sud i Central, Àfrica i al sud d'Àsia. Les cecílies s'alimenten de petites criatures subterrànies com els cucs de terra. El cos és cilíndric i sovint de color fosc, i el crani té forma de bala i és construït fortament. Els caps tenen diverses adaptacions úniques, incloent ossos cranials i mandíbules fusionades, un sistema de dues parts de músculs de la mandíbula i un tentacle quimioreceptor davant de l'ull. La pell és viscosa i té marques o solcs en forma d'anell i pot contenir escates.
Les cecílies modernes són un clade, de l'ordre Gymnophiona (o Apoda), un dels tres grups d'amfibis vius al costat d'Anura (granotes) i Urodela (salamandres). Gymnophiona és un grup terminal, que engloba totes les cecílies modernes i tots els descendents del seu darrer avantpassat comú. Gymnophionomorpha és un nom encunyat recentment per al grup total corresponent que inclou Gymnophiona així com uns quants grups troncals (amfibis extints els parents vius més propers dels quals són cecílies però no són cecílies). Alguns paleontòlegs han utilitzat el nom Gymnophiona per al grup total i l'antic nom Apoda per al grup terminal. No obstant això, Apoda té altres usos encara més antics, inclòs el nom d'un gènere de papallona, fent que el seu ús sigui potencialment confús i és millor evitar-lo.

## Descripció

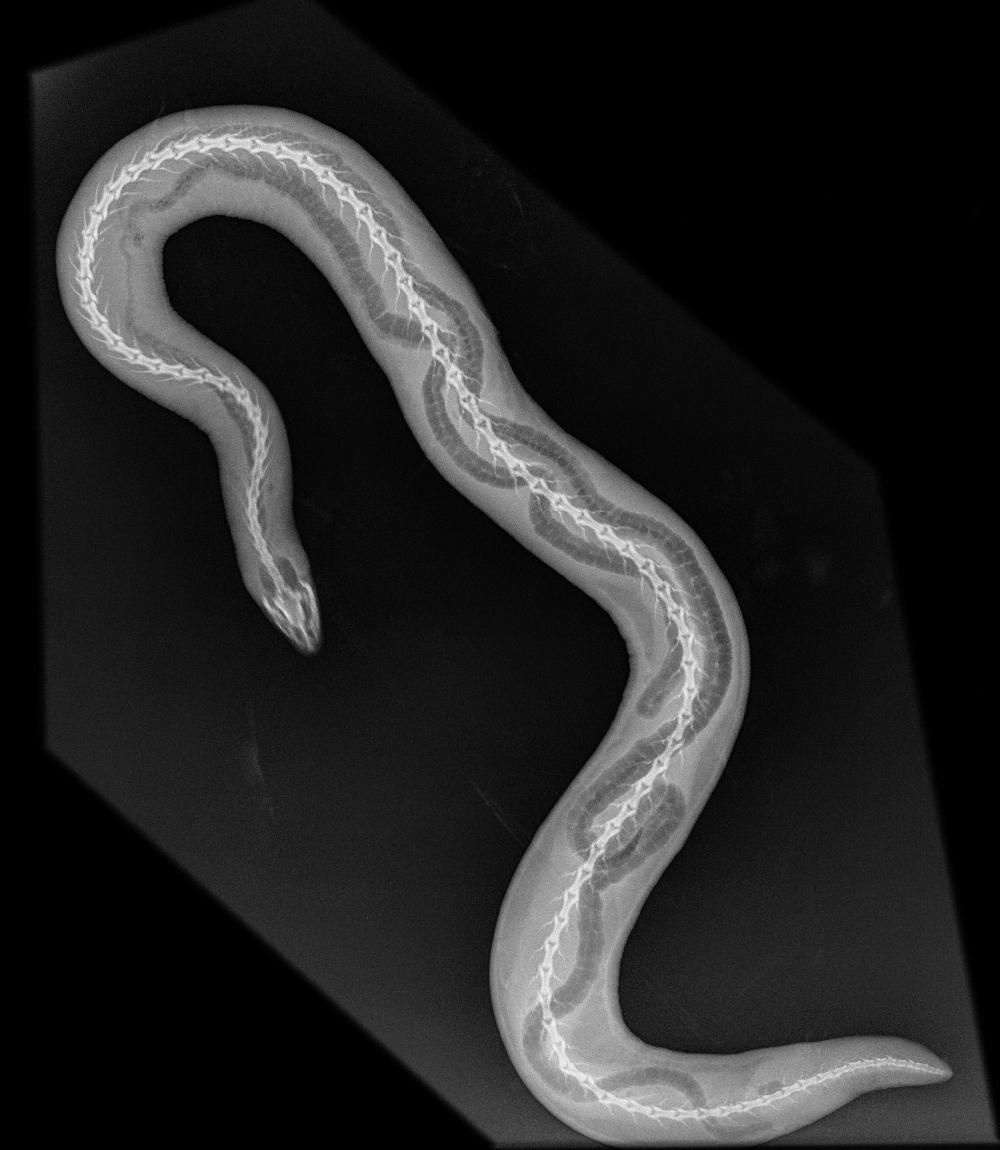
Raigs X que mostren l'esquelet de Typhlonectes (Typhlonectidae)

L'anatomia de les cecílies està molt adaptada per a un estil de vida excavant. En un parell d'espècies pertanyents al gènere primitiu Ichthyophis s'han trobat restes vestigials d'extremitats, i a Typhlonectes compressicauda s'ha observat la presència de brots de les extremitats durant el desenvolupament embrionari, restes en un cas contrari, d'un cos completament sense extremitats. Això fa que les espècies més petites s'assemblin als cucs, mentre que les espècies més grans com Caecilia thompsoni, amb longituds de fins a 1,5 m, s'assemblin a les serps. Les seves cues són curtes o estan absents, i la seva cloaca està a prop dels extrems del seu cos.
Excepte una espècie sense pulmons, Atretochoana eiselti, totes les cecílies tenen pulmons, però també utilitzen la pell o la boca per a l'absorció d'oxigen. Sovint, el pulmó esquerre és molt més petit que el dret, una adaptació a la forma del cos que també es troba a les serps.
Els seus músculs del tronc estan adaptats per empènyer-se a través del terra, amb la columna vertebral i la seva musculatura actuant com un pistó dins de la capa exterior de la musculatura de la paret corporal, que està molt unida a la pell. En contraure la capa externa dels músculs, comprimeix el celoma i genera una forta força hidroestàtica que allarga el cos. Aquest sistema muscular permet a l'animal ancorar el seu extrem posterior en posició i forçar el cap cap endavant, i després estira la resta del cos cap amunt per arribar-hi en ones. A l'aigua o al fang molt fluix, les cecílies neden de forma similar a una anguila. Les cecílies de la família Typhlonectidae són aquàtiques i les més grans d'aquest tipus. Les representants d'aquesta família tenen una aleta carnosa que recorre la part posterior del seu cos, que millora la propulsió a l'aigua.

## Distribució
Les cecílies són originàries de les regions tropicals humides del sud-est asiàtic, l'Índia, Bangla Desh, Nepal i Sri Lanka, parts de l'Àfrica oriental i Occidental, les Illes Seychelles a l'Oceà Índic, Amèrica Central i al nord i l'est d'Amèrica del Sud. A l'Àfrica, les cecílies es troben des de Guinea-Bissau (Geotrypetes) fins al sud de Malawi (Scolecomorphus), amb un registre no confirmat de l'est de Zimbabwe. No s'han registrat a les extenses àrees de bosc tropical de l'Àfrica central. A Amèrica del Sud, s'estenen per l'est subtropical del Brasil fins al nord temperat de l'Argentina. Es poden veure tan al sud com a Buenos Aires, quan són transportades per les aigües de la inundació del Riu Paraná procedents de més al nord. La seva distribució americana s'estén del nord al sud de Mèxic. La distribució més al nord és de l'espècie Ichthyophis sikkimensis del nord de l'Índia. Ichthyophis també es troba a Xina Meridional i Vietnam del Nord. Al sud-est asiàtic, es troben tan a l'est com Java, Borneo i el sud de les Filipines, però no han creuat la línia de Wallace i no estan presents a Austràlia ni a illes properes. No hi ha cecílies conegudes a Madagascar, però la seva presència a les Seychelles i l'Índia ha portat a especulacions sobre la presència de cecílies no descobertes, extingides o existents allà.
El 2021, es va recollir un exemplar viu de Typhlonectes natans, una cecília originària de Colòmbia i Veneçuela, d'un canal de drenatge al sud de Florida. És l'única cecília que s'ha trobat mai en estat salvatge als Estats Units, i es considera una introducció, potser pel comerç d'animals salvatges. Es desconeix si s'ha establert una població reproductora a la zona.

## Filogènesi
En la classificació filogenètica moderna les cecílies i els batracis (anurs + caudats) són els dos clades germans que, tot dos junts, constitueixen els lissamfibis:
|  | \| \| Anura \| \| \| \| \| \| Caudata \| \| \| \| |
|  |                                                   |
|  | Anura                                             |
|  |                                                   |
|  | Caudata                                           |
|  |                                                   |

|  | Anura   |
|  |         |
|  | Caudata |
|  |         |

|  | \| \| Anura \| \| \| \| \| \| Caudata \| \| \| \| |
|  |                                                   |
|  | Anura                                             |
|  |                                                   |
|  | Caudata                                           |
|  |                                                   |

|  | Anura   |
|  |         |
|  | Caudata |
|  |         |

Els seus orígens evolutius rauen en l'antic supercontinent de Gondwana.

## Famílies
Segons el Sistema Integrat d'Informació Taxonòmica:
- Família Caeciliidae Rafinesque, 1814
  - Subfamília Caeciliinae Rafinesque, 1814 (no reconegut per ADW que emplaça aquests gèneres a sota de Caeciliidae)
  - Subfamília Typhlonectinae Taylor, 1968 (no reconegut per ADW que emplaça aquests gèneres a sota de Typhlonectidae)
- Família Ichthyophiidae Taylor, 1968
- Família Rhinatrematidae Nussbaum, 1977
- Família Scolecomorphidae Taylor, 1969
- Família Uraeotyphlidae Nussbaum, 1979

Segons Animal Diversity Web:
- Família Caeciliidae Rafinesque, 1814
- Família Ichthyophiidae Taylor, 1968
- Família Rhinatrematidae Nussbaum, 1977
- Família Scolecomorphidae Taylor, 1969
- Família Typhlonectidae
- Família Uraeotyphlidae Nussbaum, 1979

## Comportament

### Reproducció
Els gimnofions són l'únic ordre d'amfibis que utilitzen exclusivament la inseminació interna (tot i que la majoria de salamandres tenen fecundació interna i l'Ascaphus als EUA utilitza un apèndix semblant a la cua per a la inseminació interna en el seu entorn d'aigua de flux ràpid). Els cecilis mascles tenen un òrgan intromitent en forma de tub llarg, que s'insereix a la cloaca de la femella durant dues o tres hores. Al voltant d'un 25% de les espècies són ovípares; els ous es posen en nius terrestres més que a l'aigua i són custodiats per la femella. Per a algunes espècies, les cecílies joves ja han passat la metamorfosi quan es desclouen; altres es desclouen com a larves. Les larves no són completament aquàtiques, però passen el dia al sòl prop de l'aigua.
Al voltant del 75% de les cecilies són vivípars, és a dir, donen a llum una descendència ja desenvolupada. El fetus s'alimenta a l'interior de la femella amb cèl·lules que recobreixen l'oviducte, que mengen amb dents especials de raspat. Algunes larves, com les de Typhlonectes, neixen amb enormes brànquies externes que es desprenen gairebé de forma immediata.

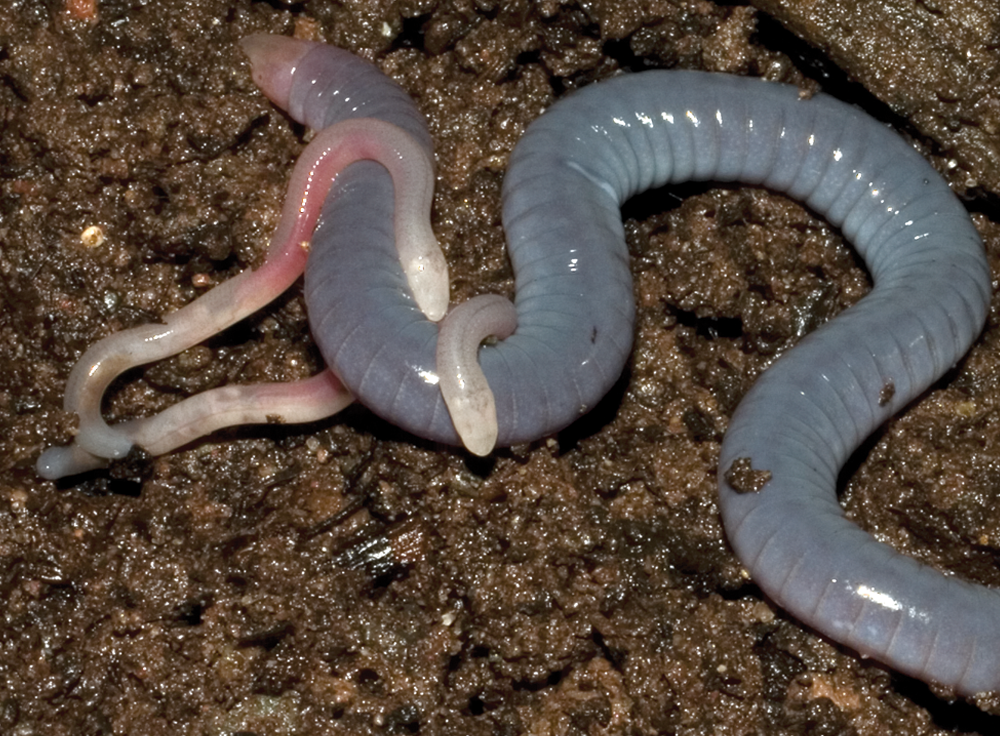
Microcaecilia dermatophaga (Siphonopidae) mare i cries. Aquesta espècie és una de les diverses cecílies en què s'ha observat dermatofàgia materna.

L'espècie herpèlid ponedora d'ous Boulengerula taitana alimenta les seves cries desenvolupant una capa externa de pell, rica en greixos i altres nutrients, que els joves treuen amb dents modificades. Això els permet augmentar fins a deu vegades el seu propi pes en una setmana. La pell es consumeix cada tres dies, el temps que triga a créixer una nova capa, i només s'ha observat les cries menjant-se-la a la nit. Antigament es pensava que els joves subsistien només d'una secreció líquida de les seves mares. Aquesta forma de cura parental, coneguda com a dermatofàgia materna, també s'ha observat en dues espècies de la família Siphonopidae: Siphonops annulatus  i Microcaecilia dermatophaga. Els sifonòpids i els herpèlids no estan estretament relacionats entre ells, ja que han divergit al període Cretaci. La presència de dermatofàgia materna en ambdues famílies suggereix que pot estar més estesa entre les cecílies del que es pensava anteriorment.
Les cecílies Herpele squalostoma transmeten verticalment el microbioma de la mare a la seva descendència a través de la dermatofàgia materna. En comparació amb altres amfibis, la criança prolongada de les cecílies pot proporcionar bacteris i fongs beneficiosos, però aquesta transmissió comporta el risc de la propagació de malalties com la quitridiomicosi.

### Dieta
Les cecílies són considerades depredadores generalistes. Mentre que les cecílies són generalment carnívores, la seva dieta difereix entre els tàxons. El contingut estomacal de les cecílies salvatges inclou principalment enginyers d'ecosistemes del sòl com cucs de terra, tèrmits, sargantanes, larves d'arnes i gambes. Algunes espècies de cecílies consumiran oportunistament rosegadors, ous de salmó i vedella en condicions de laboratori, així com vertebrats com les escolecofidis, sargantanes , peixos petits i granotes.

## Importància cultural
Com que les cecílies són un grup reclusiu, només apareixen en alguns mites humans, i generalment es consideren repulsius en els costums tradicionals.
En el folklore de certes regions de l'Índia, les cecílies són temudes i denigrades, basant-se en la creença que són fatalment verinoses. Les cecilíes de l'Himàlaia oriental es coneixen col·loquialment com a «serps de mal d'esquena», mentre que als Ghats Occidentals, l'Ichthyophis tricolor es considerada més tòxica que una cobra reial. Malgrat el profund respecte cultural per la cobra i altres animals perillosos, la cecília és assassinada quan és vista, amb sal i querosè. Aquests mites han complicat les iniciatives de conservació de les cecílies índies.
La Crotaphatrema lamottei, una espècie rara originària del mont Oku al Camerun, està classificat com a Kefa-ntie (criatura excavadora) per l'Oku. Kefa-ntie, un terme que també engloba els talps autòctons i les serps cegues, es consideren verinoses, causant nafres doloroses si es troben, es posen en contacte o es maten. Segons la tradició d'Oku, la cerimònia per netejar l'aflicció implica una poció composta d'herbes mòltes, oli de palma, closques de cargols i sang de pollastre aplicada i llepada del polze esquerre.
Les cecílies sud-americanes tenen una relació variable amb les cultures locals. El minhocão, una bèstia llegendària semblant a un cuc del folklore brasiler, pot estar inspirat en les cecílies. El folklore colombià afirma que la cecília aquàtica, la Typhlonectes natans, es pot manifestar a partir d'un floc de cabell tancat en una ampolla enfonsada. Al sud de Mèxic i l'Amèrica Central, la Dermophis mexicanus es coneix col·loquialment com a "tapalcua", un nom que fa referència a la creença que sorgeix per incrustar-se a la part posterior de qualsevol persona desprevinguda que opti per fer les seves necessitats a casa seva. Això pot estar inspirat per la seva tendència a niar en munts d'escombraries.